# 丘亞河
丘亞河是俄羅斯的河流，屬於勒拿河的右支流，由布里亚特共和国和伊爾庫茨克州負責管轄，河道全長512公里，流域面積約18,400平方公里，河水主要來自融雪和雨水。